# Блэк, Ларри
Ларри Джеффри Блэк (англ. Larry Jeffery Black; 20 июля 1951, Майами, Флорида — 8 февраля 2006, Майами, Флорида) — американский легкоатлет, который специализировался в беге на короткие дистанции.

## Биография
Олимпийский чемпион и экс-рекордсмен мира в эстафете 4×100 метров (38,19 — 09.10.1972).
Серебряный олимпийский призёр в беге на 200 метров (1972).
По завершении спортивной карьеры возглавлял департамент парков и досуга Майами.

## Семья
- Двоюродный брат Джеральда Тинкера, который также входил в состав «золотого» квартета в эстафете 4×100 метров на Олимпийских Играх 1972 года.